# Štiavnička
Štiavnička este o comună slovacă, aflată în districtul Ružomberok din regiunea Žilina. Localitatea se află la altitudinea de 513 m deasupra n.m., se întinde pe o suprafață de 1,91 km2 și în 2017 număra 800 de locuitori. Se învecinează cu Lisková, Ludrová, Ružomberok și Liptovská Štiavnica.

## Istoric
Localitatea Štiavnička este atestată documentar din 1505.

## Demografie
| An:                | 1994 | 2004    | 2014    | 2024    |
| ------------------ | ---- | ------- | ------- | ------- |
| Număr de persoane: | 505  | 564     | 724     | 918     |
| Diferență:         |      | +11,68% | +28,36% | +26,79% |

| An:                | 2023 | 2024   |
| ------------------ | ---- | ------ |
| Număr de persoane: | 901  | 918    |
| Diferență:         |      | +1,88% |